# Vitruvijev čovek
Vitruvijev čovek je svetski poznati crtež koji je nacrtao Leonardo da Vinči iz oko 1487. godine  u jednoj od svojih beležnica. Uz crtež se nalaze i beleške temeljene na delu slavnog starorimskog arhitekte Vitruvija. Izveden je mastilom i perom na papiru, a prikazuje figuru muškarca u dva polažaja koji se preklapaju, s raširenim rukama (u jednoj) te raširenim rukama i nogama (u drugoj), dok su oko njih opisani kružnica i kvadrat. Crtež i tekst se ponekad nazivaju Zakonom proporcija ili, ređe, Proporcijama čoveka. Čuva se u Galeriji Akademije u Veneciji i, poput većine radova na papiru, prikazuje se samo povremeno. Kod Vitruvijevog čoveka telo treba da je sedam puta duže od glave. Crtež pripada epohi humanizma.

## Proporcije crteža
Prema Leonardu važe sledeće proporcije:
1. dlan je širok koliko i 4 prsta
2. stopalo treba da je dugačko koliko i 4 dlana
3. razdaljina izmedju brade i vrha glave iznosi 1/8 čovekove visine
4. dužina šake je 1/10 čovekove visine
5. dužina uva je 1/3 dužine lica
6. visina čoveka iznosi 4 koraka (tj. 24 dlana)
7. dužina čovekovih raširenih ruku (raspon ruku) jednak je njegovoj visini
8. razmak između početka kose na čelu i dna brade jeste 1/10 čovekove visine
9. razmak između dna vrata i do početka kose iznosi 1/6 čovekove visine
10. maksimalna širina ramena iznosi 1/4 čovekove visine
11. razmak između sredine prsa do vrha glave iznosi 1/4 čovekove visine
12. razmak od lakta do vrha šake iznosi 1/4 čovekove visine
13. razmak od lakta do pazuha iznosi 1/8 čovekove visine
14. razmak između dna brade i nosa iznosi 1/3 visine glave
15. razmak između početka kose i obrva iznosi 1/3 dužine lica
16. dužina čovekovog stopala iznosi 1/6 njegove visine

## Istorija crteža
Crtež se nalazio u kolekciji Đuzepea Bosija koji ga je ubacio u svoju monografiju o Leonardovoj Tajnoj večeri. Sledeće godine odvojio je deo monografije koji se odnosio na Vitruvijevog čoveka i objavio ga kao Delle opinioni di Leonardo da Vinci intorno alla simmetria de Corpi Umani („Mišljenja Leonarda da Vinčija o simetričnosti ljudskog tela”) (1811.).
Nakon Bossijeve smrti 1815. godine, Vitruvijev čovek je došao u posed Gallerije dell'Accademia, zajedno s većinom Leonardovih crteža. Ovo delo je bilo podstrek mnogim velikim umetnicima između ostalog i velikom nemačkom slikaru Albrehtu Direru. U Londonu se nalazi trodimenzionalni prikaz ovog crteža.